# Edmund David Lyon

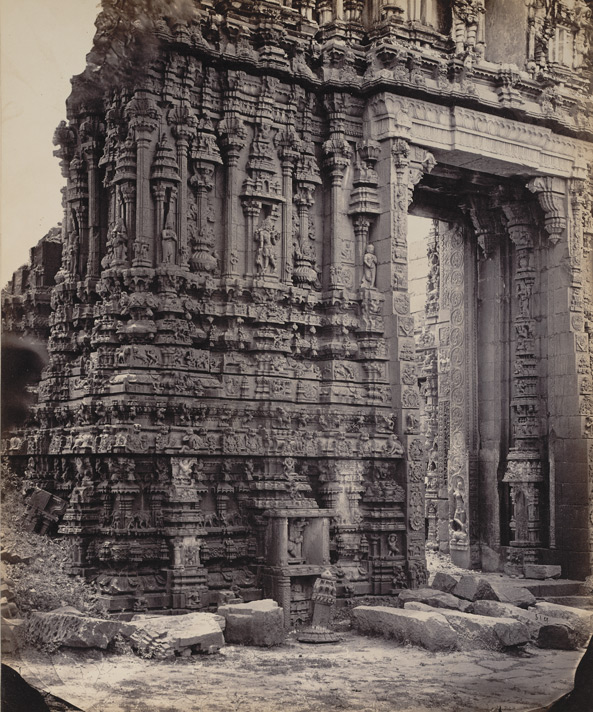
Tadpatri, Andhra Pradesh ruiny hinduistického chrámu Ramalingeshvara, 1868

Edmund David Lyon (1825–1891) byl britský fotograf a sloužil v britské armádě. Fotografoval na více než 100 archeologických nalezištích v Indii.

## Fotografie
Později intenzivně fotografoval v jižní Indii a v roce 1865 otevřel svůj ateliér v Óttakamandu. Byl pověřen vládou Madrasu a vládou Bombaje (obě britské), aby v letech 1867–69 pořizoval fotografie archeologických nalezišť. V roce 1871 vydal knihu s názvem „Poznámky k sérii fotografií navržených k ilustraci starověké architektury západní Indie“, která obsahovala četné fotografie archeologických nalezišť i společenského života Indie 19. století. Po odchodu do důchodu se věnoval komerční fotografii. V listopadu 1867 byl jmenován generálním fotografem pro prezidentství Madrasu a od listopadu 1867 do srpna 1868 cestoval po Trichinopolech, Madurai, Tanjore, Halebid, Bellary a Vijayanagara Hampi výhradně za účelem fotografování chrámů a archeologických nalezišť. Na žádost Madrasu a Bombaje během předsednictví British Raj vytvořil více než 300 fotografií starověkých památek a chrámů. Také pořídil krajinářské fotografie v oblasti Coonoor. Jeho fotografické práce vystavila Photographic Society of London v roce 1869 a byly dobře přijaty.

### Použití reflektorů
Některé z chodeb starověkých chrámů v jižní Indii jsou dlouhé 700 stop a pro zachycení detailů takových památek vytvořil Lyon řadu reflektorů.

## Spisovatel
Edmund David Lyon napsal dva romány, Signora (1883) a Irský sen: romance budoucnosti (1888) a několik knih o fotografii. 

## Sbírky
Lyonova díla jsou mimo jiné zastoupena ve stálých sbírkách Muzea J. Paula Gettyho, Victoria and Albert Museum, Britské knihovny nebo Muzea fotografického umění v kalifornském San Diegu a několika dalších.

## Galerie

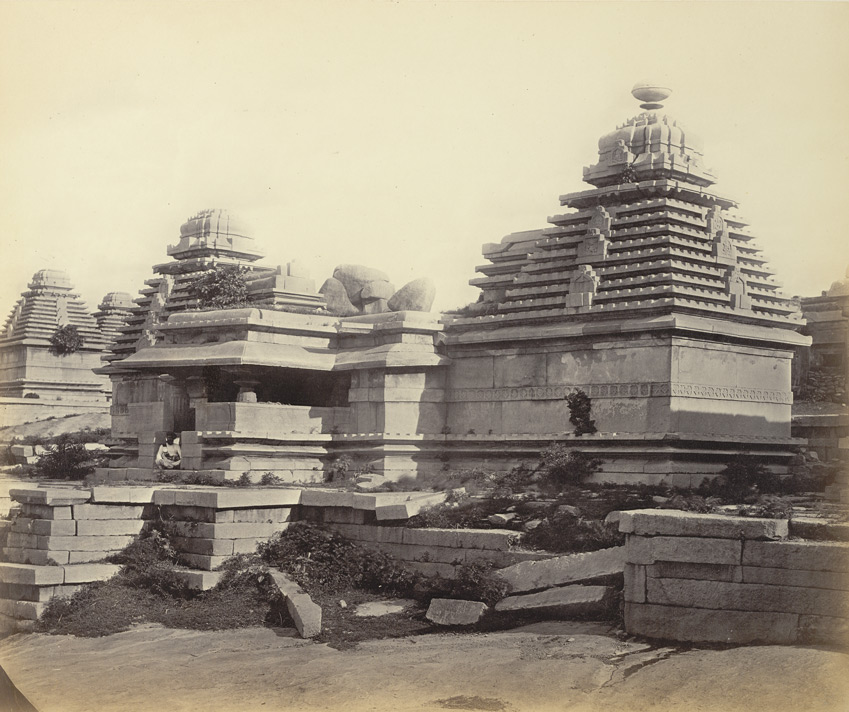
Ruiny Vijianuggur, kónické chrámy, chrámy Hemakuta Hill Shiva v Hampi, Vijayanagara, 1868
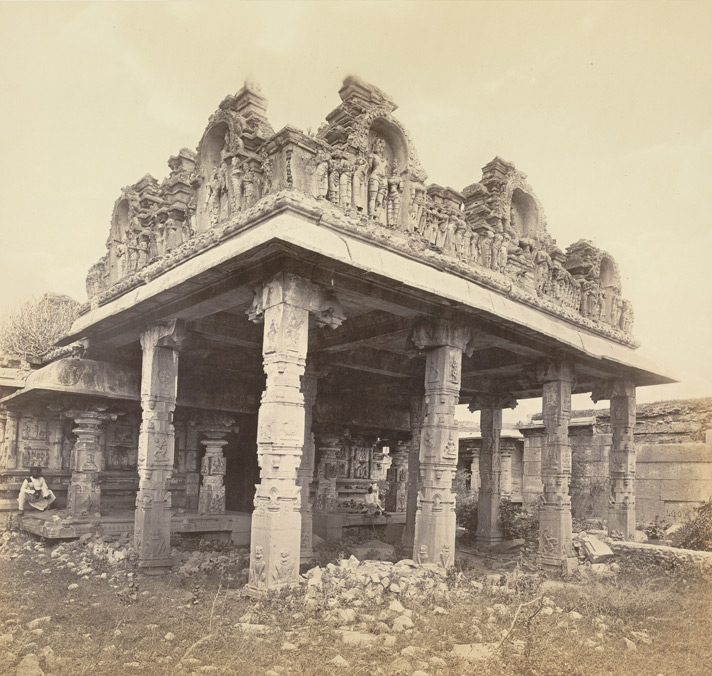
Ruiny Vijianuggur, chrám Volkonda Ramachandra v Hampi, Vijayanagara, 1868
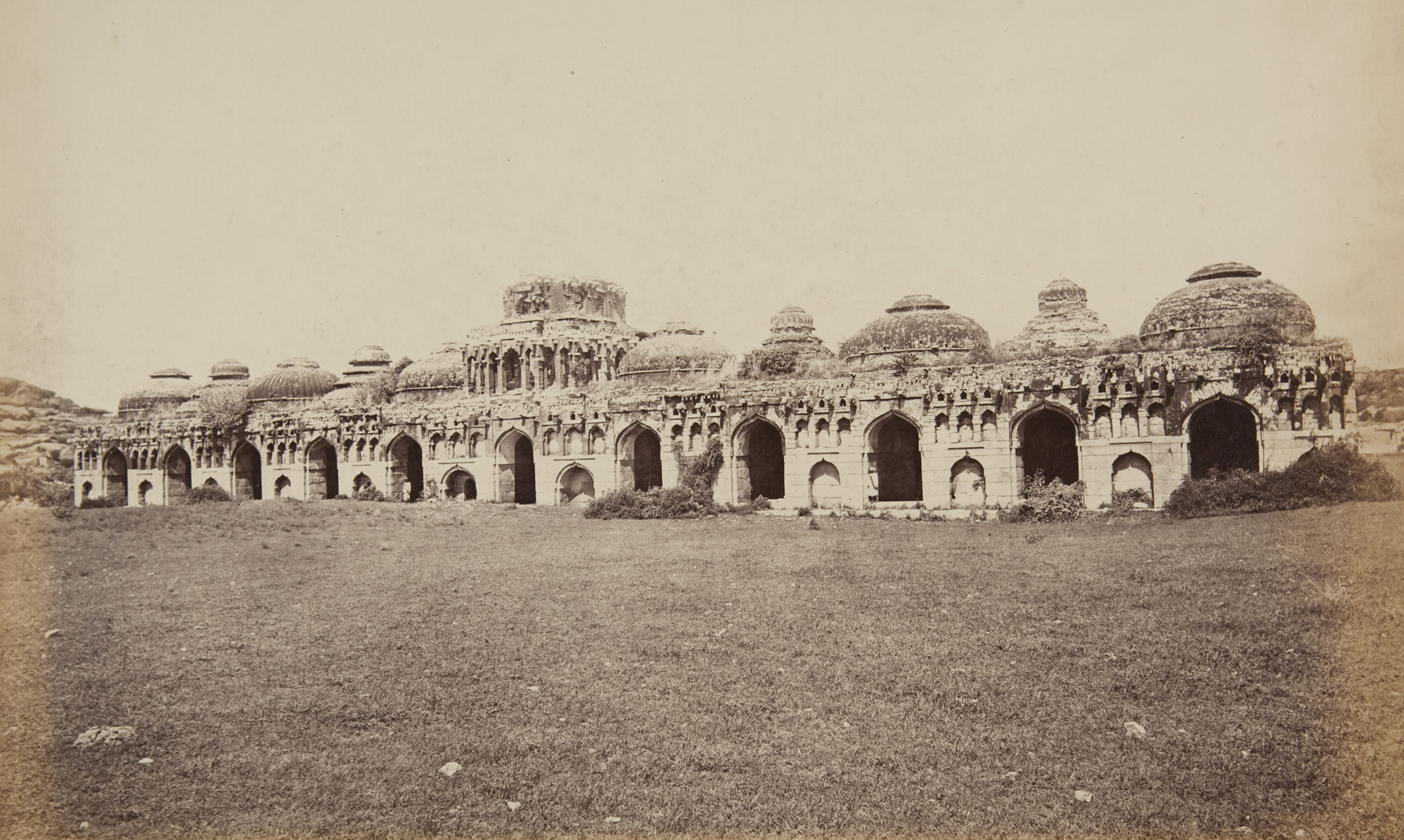
Stáje pro slony, 1865-1871
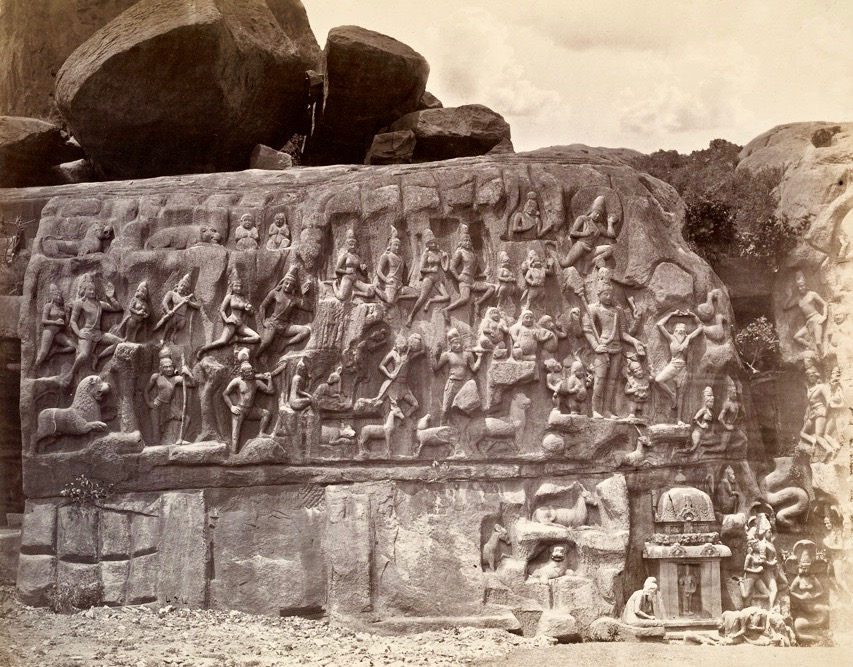
Arjunovo pokání, Mahabalipuram, Tamil Nadu, 1868